# Kiskunfélegyháza vasútállomás
Kiskunfélegyháza vasútállomás egy Bács-Kiskun vármegyei vasútállomás, Kiskunfélegyháza településen, a MÁV üzemeltetésében. A város lakott területének nyugati szélén helyezkedik el, az 5302-es és az 5403-as utak találkozása közelében.

## Vasútvonalak
Az állomást az alábbi vasútvonalak érintik:
- Kiskunfélegyháza–Orosháza-vasútvonal
- Cegléd–Szeged-vasútvonal
- Kiskunfélegyháza–Kunszentmárton-vasútvonal
- Kiskunhalas–Kiskunfélegyháza-vasútvonal

## Kapcsolódó állomások
A vasútállomáshoz az alábbi állomások vannak a legközelebb:
- Galambos vasútállomás (Kiskunhalas–Kiskunfélegyháza-vasútvonal)
- Kunszállás megállóhely (Cegléd–Szeged-vasútvonal)
- Selymes megállóhely (Cegléd–Szeged-vasútvonal)
- Városi park megállóhely
- Petőfiváros megállóhely

## Forgalom
| Járat                  | Útvonal | Gyakoriság        |
| ---------------------- | --- | ----------------- |
| sebesvonat             | Budapest-Nyugati – Zugló (→ Kőbánya alsó) – Kőbánya-Kispest – Ferihegy (← Üllő) (→ Monor → Monorierdő → Pilis → Albertirsa → Ceglédbercel → Ceglédbercel-Cserő → Budai út) – Cegléd – Nyársapát – Nagykőrös (← Katonatelep) – Kecskemét – Városföld (← Kunszállás) – Kiskunfélegyháza – Kistelek – Szatymaz – Szeged                                      | Napi 1 pár        |
| személyvonat           | Kiskunfélegyháza – Városi park – Csongrádi úti tanyák – Gátér – Kettőshalom – Kónyaszék – Csongrád alsó – Csongrád – Hékéd – Szentes | Napi 4 pár        |
| személyvonat           | Kiskunfélegyháza – Városi park – Csongrádi úti tanyák – Gátér – Kettőshalom – Kónyaszék – Csongrád alsó – Csongrád – Hékéd – Szentes – Szegvár – Kórógyszentgyörgy – Mindszent – Mártély – Hódmezővásárhelyi Népkert – Hódmezővásárhely | Napi 5 pár        |
| személyvonat           | Kiskunfélegyháza – Petőfiváros – Kismindszenti út – Borsihalom – Tiszaalpár alsó – Tiszaalpár – Tiszaalpár felső – Tőserdő – Árpádszállás – Lakitelek – Tiszaug-Tiszahídfő – Tiszaug – Tiszasas – Csépa – Szelevény – Kunszentmárton – Nagytőke – Szentes                                                                                                 | Napi 5 pár        |
| személyvonat           | Kiskunfélegyháza – Selymes – Petőfiszállás – Petőfiszállási tanyák – Csengele | Napi 1-2 pár      |
| személyvonat           | Kiskunfélegyháza – Selymes – Petőfiszállás – Petőfiszállási tanyák – Csengele – Kisteleki szőlők – Kistelek – Kapitányság – Balástya – Őszeszék – Vilmaszállás – Szatymaz – Jánosszállás – Kiskundorozsma – Szeged | Napi 4-5 pár      |
| személyvonat           | Baja – Bácsbokod-Bácsborsód – Almás – Bácsalmás – Mélykút – Jánoshalma – Erdőszél – Kunfehértó – Kiskunhalas – Harkakötöny – Tajó – Kiskunmajsa – Jászszentlászló – Galambos – Kiskunfélegyháza | Napi 1 pár        |
| Kiskun InterRégió      | Baja – Bácsbokod-Bácsborsód – Almás – Bácsalmás – Mélykút – Jánoshalma – Erdőszél – Kunfehértó – Kiskunhalas – Harkakötöny – Tajó – Kiskunmajsa – Jászszentlászló – Galambos – Kiskunfélegyháza – Kunszállás – Városföld – Kecskemét | 2 óránként        |
| Napfény InterCity      | Budapest-Nyugati – Zugló – Kőbánya-Kispest – Ferihegy – Cegléd – Nagykőrös – Kecskemét – Kiskunfélegyháza – Kistelek – Szatymaz – Szeged | óránként          |
| Napfény InterCity      | Budapest-Nyugati – Zugló – Kőbánya-Kispest – Ferihegy (← Üllő) – (Monor →) (← Monorierdő) – (Pilis → Albertirsa →) Cegléd – (Nyársapát →) Nagykőrös – (Katonatelep →) Kecskemét – Városföld – (Kunszállás →) Kiskunfélegyháza (← Selymes ← Petőfiszállás)– Kistelek – Szatymaz – Szeged                                                                   | Napi 1 pár        |
| Aranyhíd expresszvonat | Szeged (← Szatymaz ← Kistelek) – Kiskunfélegyháza – Kecskemét – Nagykőrös – Cegléd – Ferihegy – Kőbánya-Kispest – Budapest-Kelenföld – Székesfehérvár – Balatonaliga – Szabadisóstó – Siófok – Zamárdi – Balatonföldvár – Balatonszárszó – Balatonszemes – Balatonlelle – Balatonboglár – Fonyód – Balatonmáriafürdő – Balatonberény – Balatonszentgyörgy | Nyáron napi 1 pár |